# Њ
Slovo Њ (latinica: Nj) dio je srpske i makedonske ćirilice te ćirilice jezika udege i kamčadalskog na istoku Rusije. U svim tim jezicima predstavlja palatalni nazal /ɲ/. Osmislio ga je Vuk Karadžić 1818. godine, spajanjem prethodnih ćiriličnih slova ⟨н⟩ i ⟨ь⟩.